# Страг, Керри
Ке́рри Э́ллисон Страг-Фи́шер (англ. Kerri Allyson Strug-Fischer; 19 ноября 1977, Тусон, Аризона, США) — американская гимнастка.

## Карьера
Керри Страг состояла в американской олимпийской женской команде «Великолепная семерка» (Magnificent Seven), в составе которой завоевала «золото» на Летних ОИ-1996.

## Личная жизнь
С 25 апреля 2010 года Керри замужем за адвокатом Робертом Фишером. У супругов есть двое детей — сын Тайлер Уильям Фишер (род.01.03.2012) и дочь Элейна Мэделин Фишер (род.26.06.2014).